# Gypsophila fedtschenkoana
Gypsophila fedtschenkoana är en nejlikväxtart som beskrevs av Schischkin. Gypsophila fedtschenkoana ingår i släktet slöjor, och familjen nejlikväxter. Inga underarter finns listade i Catalogue of Life.